# 马克特措伊尔恩
马克特措伊尔恩是德国巴伐利亚州的一个市镇。总面积6.86平方公里，总人口1638人，其中男性821人，女性817人（2011年12月31日），人口密度239人/平方公里。